# Gérard Watkins
 (avril 2017).
Si vous disposez d'ouvrages ou d'articles de référence ou si vous connaissez des sites web de qualité traitant du thème abordé ici, merci de compléter l'article en donnant les références utiles à sa vérifiabilité et en les liant à la section « Notes et références ».
Pour les articles homonymes, voir Watkins.
Gérard Watkins, né le 4 juillet 1965 à Londres, est un acteur, auteur, metteur en scène et musicien.

## Biographie
Né à Londres en 1965, de mère française, Françoise Watkins, institutrice, et de père britannique, Peter Watkins, cinéaste, Gérard Watkins grandit en Suède, aux États-Unis, en Norvège, et en France à partir de 1973. Il va au Lycée international de Saint-Germain-en-Laye, où il découvre le théâtre à l’âge de 13 ans, y joue Shakespeare, Thornton Wilder, Henrik Ibsen, Peter Weiss, Tom Stoppard, Bertolt Brecht, et Jean-Claude van Itallie. Il écrit sa première pièce en un acte à l’âge de quinze ans. Parallèlement, il est chanteur guitariste du groupe Western Eyes.
Il entre en classe libre au Cours Florent - 1984 -1986 ou il écrit « Scorches » qu'il met en scène; puis au CNSAD ; 1986-1989, ou il suit les cours de Vivaiane Theophilides, Michel Bouquet et Gerard Desarthe.
Il travaille au théâtre comme acteur avec Véronique Bellegarde, Julie Berès, Jean-Claude Buchard, Élisabeth Chailloux, Michel Didym, André Engel, Frédéric Fisbach, Marc François, Cedric Gourmelon, Daniel Jeanneteau, Philipe Lanton, Jean-Louis Martinelli, Lars Noren, Claude Régy, Jan Ritsema, Bernard Sobel, Viviane Théophilidès, Guillaume Vincent, Jean-Pierre Vincent.
Ses performances dans Rosalinde, As You Like it, Edmond, le Roi Lear, Ian, Anéanti, Puck, Songes et Métamorphoses, sont saluées par la presse,,.
Il obtient le prix du syndicat de la critique du Meilleur Comédien pour Songes et Métamorphoses en 2017.
Au cinema, il est connu pour Taken, et Jeux d’Enfants, et jouera sous la direction de Yvan Attal, Rachid Bouchareb, Julie Lopes-Curval, Leatitia Masson, Jérôme Salle, Yann Samuell, Julian Schnabel, Hugo Santiago, Peter Watkins et Rebecca Zlotowski.
Depuis 1994, il est directeur artistique de sa compagnie, le Perdita Ensemble, pour laquelle il met en scène tous ses textes.
Ses textes ont été joués dans plusieurs lieux : Théâtre de Gennevilliers, L'Échangeur, Théâtre Gérard-Philipe de Saint-Denis, au Colombier, Ferme du Buisson, à la piscine municipale de Saint-Ouen, comète 347 au Théâtre de la Bastille, Théâtre du Rond-Point, Théâtre de la Tempête. Il est artiste de la fabrique de la Comédie de Saint-Étienne.
Il a obtenu le grand prix de littérature dramatique en 2010 pour Identité, et en 2022, pour Scènes de violences conjugales,.
Il écrit et compose son premier album Gerard Watkins and the Sleeping Beauties, Celebration. en 2015, et son second Gerard Watkins - Lacrymogène, en 2023

## Théâtre
Acteur
- 1985	 Richard II de William Shakespeare mise en scène de Michèle Seeberger Théâtre d'Asnières
- 1986 Mephisto (d'après Klaus Mann) - mise en scène de Jean-Pierre GARNIER Théâtre de Boulogne Billancourt
- 1988 On ne badine pas avec l'amour' d'Alfred de Musset mise en scène de Viviane Théophilidès Théâtre 71 Malakoff
- 1990 La Dame de la mer de Henrik Ibsen mise en scène de Jean-Claude Buchard  Théâtre Le Quartz - Théatre de la Villette
- 1991 As you like it de William Shakespeare mise en scène de Marc François Théâtre de Gennevilliers
- 1992 La descente d'Orphée de Tennessee Williams mise en scène de Yvon Lapous Théâtre La Chamaille Hangar Delafoy, La Ferme du Buisson.
- 1993 Esclaves de l'amour d'après Knut Hamsun mise en scène de Marc François Théâtre de Gennevilliers, théâtre Garonne, Théâtre le Maillon.
- 1993 Glengarry Glen Ross de David Mamet mise en scène de Gillian Cavan Lynch.
- 1994 Les géants de la montagne de Luigi Pirandello mise en scène de Bernard Sobel Théâtre de Gennevilliers.
- 1994 Edmond de David Mamet mise en scène De Gillian Cavan Lynch.
- 1994 La terrible voix de Satan de Gregory Motton (en) mise en scène de Claude Régy Théâtre Gérard Philipe de Saint-Denis.
- 1995 Coeur ardent de Alexandre Ostrovski mise en scène de Bernard Sobel Théâtre de Gennevilliers.
- 1996 Napoleon ou les cent jours de Christian Dietrich Grabbe mise en scène par Bernard Sobel au Théâtre de Gennevilliers.
- 1996 Route 33 de Stéphane Keller mise en scène De Gerard Watkins au Théâtre l'Échangeur.
- 1997 Zakat ou le soleil couchant de Isaac Babel mise en scène de Bernard Sobel au Théâtre de Gennevilliers.
- 1998 La mort de Danton de Georg Büchner mise en scène de Philippe Lanton au Théâtre 71, La Filature de Mulhouse, La rose des vents.
- 1998 Une lune pour les déshérités de Eugene O'Neill mise en scène par Elizabeth Chailloux Théâtre des Quartiers d'Ivry.
- 1999 Sallinger de Bernard Marie Koltes mise en scène de Michel Didym, Théâtre des Abesses.
- 1999 Suivez-moi de Gerard Watkins mise en scène de Gerard Watkins théâtre Gerard Philippe de Saint-Denis.
- 2000  Une lune pour les déshérités de Eugène O'Neill mise en scène par Élisabeth Chailloux  CDN de Tours, Théâtre la Belle de Mai.
- 2000 Personkrets - Catégorie 3.1 de Lars Norén mise en scène de Jean-Louis Martinelli Theatre National de Strasbourg.
- 2000 Terre Promise de Roland Fichet mise en scène de Philippe Lanton  Festival d'Avignon Inn à la Chartreuse, Théâtre Gerard Philipe de Saint-Denis.
- 2001 Le deuil sied à Électre de Eugène O'Neill mise en scène de Jean-Louis Martinelli Grand T, Théâtre du Rond Point.
- 2002 Personkrets Catégorie 3.1 de Lars Noren mise en scène de Jean-Louis Martinelli théâtre Nanterre Amandiers.
- 2002 4.48 Psychose de Sarah Kane mise en scène de Claude Régy Théâtre des bouffes du Nord.
- 2003 Guerre de Lars Noren mise en scène de Lars Noren Théâtre Vidy Lausanne Théâtre Nanterre Amandiers.
- 2004 Derniers remords avant l'oubli de Jean-Luc Lagarce mise en scène de Jean-Pierre Vincent au théâtre de l'Odéon.
- 2005 Anéantis de Sarah Kane mise en scène de Daniel Jeanneteau au Théâtre National de Strasbourg et au Théâtre Gérard Philipe de Saint-Denis.
- 2006 4.48 psychose de Sarah Kane mise en scène de Claude Régy Tournée Internationale, Berlin, Sao Paulo, New York, Los Angeles, Lisbonne, Girone, Montréal, Milan.
- 2007 - 2008 Le Roi Lear de William Skakespeare mise en scène de André Engel Théâtre de l'Odéon.
- 2010 Terre Océane de Daniel Danis mise en scène de Véronique Bellegarde MC2 Grenoble, Théâtre Vidy Lausanne, Théâtre des Abesses.
- 2011 Claire en Affaires de Martin Crimp mise en scène de Sylvain Maurice  Theatre de Besançon Théâtre Sartrouville.
- 2012 La belle et la bête de Grégoire Solotareff mise en scène de Véronique Bellegarde, MC2 Grenoble,TNB, Théâtre de Saint-Quentin en Yvelines.
- 2013 Elizabeth ou l'Équité de Eric Reinhart mise en scène de Frederic Fisbach Théâtre du Rond Point.
- 2015 Petit Eyolf de Henrik Ibsen mise en scène de Julie Beres à la Comédie de Caen, Théâtre des Abesses, Théâtre des deux rives, Théâtre des Célestins, TnBA.
- 2016 - 2017 Songes et Métamorphoses de Ovide, William Shakespeare et Guillaume Vincent, mise en scène de Guillaume Vincent, la Comédie de Reims, TNB, Théâtre de l'Odéon.
- 2020-2022 Liberté à Brême, de Rainer Werner Fassbinder, mise en scène De Cedric Gourmelon TNB, Théâtre National de Strasbourg, Théâtre de Gennevilliers.
- 2023 Voix de Gerard Watkins mise en scène par Gerard Watkins Théâtre des Ilets, théâtre de la Tempête, Comédie de Saint-Étienne.

Metteur en scène
- 1995 La capitale secrète de Gérard Watkins ADC Quimper Théâtre de Gennevilliers.
- 1996 Route 33 de Stéphane Keller Théâtre L'Échangeur.
- 1998 Suivez moi de Gérard Watkins  Théâtre Gérard Philipe de Saint-Denis.
- 2001 Dans la forêt lointaine de Gérard Watkins Théâtre le Colombier
- 2004 Icône de Gérard Watkins Espace Nautique Auguste Delaune
- 2007 La tour de Gérard Watkins Ferme du Buisson Théâtre de Gennevilliers.
- 2009/2011 Identité de Gérard Watkins La Comète 347, Festival Mousson d'été, Théâtre de la Bastille, MC2 Grenoble, Théâtre les Ateliers, Théâtre de Bienne, Nouveau Théâtre de Besançon, Théâtre Garonne, Comédie de Reims.
- 2012/2013 "Lost Replay" de Gérard Watkins Hippodrome de Douai, La Manufacture de Nancy, Théâtre de La Bastille, Comédie de Reims, Théâtre Garonne.
- 2013 Orgueil poursuite et décapitations de Marion Aubert au Festival International de Naples.
- 2013 Europia (fable géo-poétique) de Gérard Watkins Théâtre des Bernardines, Cloitre Saint Louis Festival d'Avignon In, La Comédie de Reims Festival Scènes d'Europe
- 2014 Je ne me souviens plus très bien de Gérard Watkins Théâtre du Rond Point
- 2016/2024 Scènes de Violences Conjugales de Gérard Watkins au Palais des Fêtes, Théâtre le Colombier, Festival la Mousson d'Été, TnBA, Espace 1789, Théâtre la Piscine, Théâtre de Dijon, Théâtre le Parvis, Théâtre Sorano, NEST, Biennale du Réel, Théâtre le Garde Chasse, 11 Festival d'Avignon Off, Dieppe SN,Comédie de Saint-Étienne
- 2017 Apocalypse Selon Stavros de Gérard Watkins Théâtre l'Épée de Bois, Théâtre le Colombier.
- 2018 Non mi ricordo piu tanto bene de Gerard Watkins  Teatro India, Roma.(Fabula Mundi)
- 2019 Ysteria de Gerard  TnBA Théâtre de la Tempête, Théâtre des Ilets.
- 2020/2021 Hamlet Traduction de Gérard Watkins TnBA, Théâtre de La Tempête, Théâtre de Lorient, Nouveau Théâtre Besançon, Comédie de Saint-Étienne, Comédie de Béthune.
- 2023 Du är min nu de Gérard Watkins Goteborg Stadstear

## Distinctions
- Lauréat de la fondation Beaumarchais et de la Villa Médicis Hors-les-Murs, pour un projet sur l’Europe qu’il portera à la scène avec les élèves de l’ERAC, Europia : fable géo-poétique, pour Marseille Provence 2013, repris à Avignon In au cloître Saint-Louis et à Reims Scènes d'Europe.
- Lauréat du Grand prix de littérature dramatique, 2010 et 2022[9].
- Prix du Syndicat de la critique 2017 : meilleur comédien pour Songes et Métamorphoses

## Publications
- Voix suivi de Ysteria, Esse Que, 2023,  (ISBN 979-10-94086-58-2)
- Hamlet traduction de William Shakespeare, Esse Que 2021  (ISBN 979-10-94086-24-7)
- Scènes de Violences Conjugales, Esse Que, 2021,  (ISBN 979-10-94086-34-6)
- L'Abattage rituel de Gorge Mastromas, traduction de The Ritual Slaughter of Gorge Mastromas (en) de Dennis Kelly, Paris, L'Arche, coll. « Scène ouverte », 2014  (ISBN 978-2-85181-845-4)
- Europia : fable géo-poétique, Toulouse, un Thé chez les fous, 2013  (ISBN 978-2-9535195-2-5)
- Dans la forêt lointaine, Voix Navigables, 2011
- Identité, L'Île-Saint-Denis (7 bis quai du Saule-Fleuri, 93450), Voix navigables, 2009  (ISBN 978-2-913768-04-8)